# Acta Torrens
L'Acta Torrens és un procediment de registre judicial per als títols de propietat immobiliària, que fou ideat pel governador d'Austràlia Meridional Sir Richard Torrens el 1857. És l'antecedent dels registres de la Propietat.
El sistema de títols de Torrens funciona sobre el principi de "títol per registre" (atorgant l'elevada irreductibilitat d'una propietat registrada) més que no pas de "registre de títol". El sistema elimina la necessitat de demostrar una cadena de títols (és a dir, rastrejar el títol en el temps a través d'una sèrie de documents). L'Estat garanteix el títol, i el sistema sol estar recolzat per un règim d'indemnització per a aquells que perden el títol per frau privat o error en el funcionament de l'Estat.